# Mamen Mendizábal
 (mars 2015).
Si vous disposez d'ouvrages ou d'articles de référence ou si vous connaissez des sites web de qualité traitant du thème abordé ici, merci de compléter l'article en donnant les références utiles à sa vérifiabilité et en les liant à la section « Notes et références ».
María del Carmen Mendizábal, plus connue comme Mamen Mendizábal, née le 15 janvier 1976 à Madrid (Espagne), est une journaliste et animatrice de télévision espagnole. Elle a aussi été vice-présidente de la Fédération d'Associations de Journalistes d'Espagne (FAPE).

## Biographie
Mamén Mendizábal est titulaire d'une licence en journalisme de l'Université complutense de Madrid. Elle fait ses débuts professionnels à la Cadena SER, une des principales chaînes de radio espagnoles, dans le programme Hoy por hoy sous la direction d'Iñaki Gabilondo. Elle présente aussi le programme Punto de fuga les week-ends. Elle prend la tête du programme du soir La ventana entre 2005 et 2006 en remplacement de Gemma Nierga qui est en congé de maternité.
En octobre 2004, Mamén Mendizábal est recrutée par la chaîne publique de télévision TVE pour présenter l'émission de débat 59 segundos, où elle se maintient jusqu'au début de 2006. Elle est alors recrutée par la nouvelle chaîne de télé La Sexta.
Elle présente le téléjournal du soir La Sexta Noticias entre 2006 et 2012 ainsi que le programme Sexto Sentido. Elle présente aussi le documentaire Viva la República.
Elle est l'envoyée spéciale de La Sexta lors des élections qui débouchent sur la victoire de Barack Obama en 2008.
Depuis le 29 octobre 2012, elle dirige et présente l'émission quotidienne d'actualité et d'analyse politique Más vale tarde.

### Distinctions
Mamén Mendizábal remporte la Antena de Oro en 2013 pour son émission Más vale tarde. En 2014, elle gagne le Prix Ondas de meilleure présentatrice de télévision.